# Planet of Dinosaurs
Planet of the Dinosaurs är en amerikansk science fiction-film från 1978. (kallad Skräcködlornas planet på svenska). Filmen är producerad och regisserad av James K. Shea, med effekter gjorda av Douglas Beswick, James Aupperle och Stephen Czekas. 

## Handling
Ett rymdskepp bemannat med en grupp astronauter störtar på en okänd planet, och finner att den har både vatten och atmosfär. Men planeten har också ett djurliv som det jorden en gång hade - dinosaurier. Och alla dinosaurier äter inte växter...

## Skådespelare
- James Withworth
- Charlotte Speer
- Michael Thayer
- Pamela Bottaro
- m.fl.